# Galathea coralliophilus
Galathea coralliophilus is een tienpotigensoort uit de familie van de Galatheidae. De wetenschappelijke naam van de soort is voor het eerst geldig gepubliceerd in 1990 door Baba & Oh.